# Frederick Ebsen Starke
Frederick Ebsen Starke (Filadèlfia, EUA, 29 de setembre de 1890 - ?) fou un compositor i director d'orquestra estatunidenc. Estudià piano, orgue i composició a Nova York, i el 1907 fou nomenat organista d'una església presbiteriana d'aquesta capital, i a partir de 1911 ho fou de la de Princeton. Entre les seves composicions hi figuren una simfonia; l'obertura The Tempest; Motete, per a solo i cor mixt; peces per a piano, i nombroses melodies vocals, com ara Siberia: a lament; for six-part chorus of men's voices; w. mezzo-soprano or baritone solo and piano accompaniment (1922).